# تاتیانا گونوبوبلوا
تاتیانا گونوبوبلوا (انگلیسی: Tatyana Gonobobleva; ۱۹ نوامبر ۱۹۴۸ – ۲۸ مهٔ ۲۰۰۷) بازیکن والیبال اهل اتحاد جماهیر شوروی سوسیالیستی بود.